# Symbolische logica
Symbolische logica is het deelgebied van de wiskunde dat de puur formele eigenschappen van reeksen (Engels: strings) van symbolen bestudeert. De interesse in de symbolische logica ontspringt uit twee bronnen. Ten eerste, de in de symbolische logica gebruikte symbolen kunnen worden gezien als weergaven van de in de filosofische logica gebruikte woorden. Ten tweede kunnen de regels voor het manipuleren van symbolen die men in symbolische logica gebruikt ook worden toegepast in computerprogramma's.
Symbolische logica wordt meestal onderverdeeld in twee deelgebieden, propositielogica en predicatenlogica. Andere van belang zijnde logica's zijn de temporele logica, de modale logica en de zogenaamde fuzzy logic. Zie ook modeltheorie. 
Moderne wiskundige deelgebieden die zijn voortgekomen uit de formele logica worden gegroepeerd onder de noemer wiskundige logica.